# Harrie van Heumen
Harrie van Heumen (Nijmegen, 24 december 1959) is een voormalig ijshockeyinternational uit Nederland, die in 1980 namens zijn vaderland deelnam aan de Olympische Winterspelen in Lake Placid. Daar eindigde de ploeg op de negende plaats, in een deelnemersveld van twaalf. De aanvaller kwam 89 keer uit voor de nationale selectie, en was daarin goed voor 32 punten.
Van Heumen begon zijn ijshockeycarrière op negenjarige leeftijd, en maakte zijn debuut voor Nijmegen als vijftienjarige, in het seizoen 1974-1975. Hij was een product van de eigen jeugd, die destijds onder leiding stond van Alex Andjelic. Van Heumen speelde in totaal vijftien seizoenen voor Nijmegen, met wie hij vijfmaal kampioen van Nederland werd. Hij sloot zijn loopbaan af na 477 wedstrijden en 584 punten. 
Behalve voor Nijmegen speelde Van Heumen vijf seizoenen voor Rotterdam en een korte periode bij Utrecht. In 1994 keerde hij terug bij Nijmegen, waar hij in het seizoen 1999-2000 korte tijd actief was als interim-coach.